# Novoselska Reka (vattendrag i Bulgarien)
Novoselska Reka (bulgariska: Новоселска Река) är ett vattendrag i Bulgarien.   Det ligger i regionen Kjustendil, i den västra delen av landet, 60 km sydväst om huvudstaden Sofia.
Trakten runt Novoselska Reka består i huvudsak av gräsmarker. Runt Novoselska Reka är det glesbefolkat, med 8 invånare per kvadratkilometer.